# Magdalena Abakanowicz
Pour les personnes ayant le même patronyme, voir Abakanowicz.
Marta Magdalena Abakanowicz-Kosmowska, née le 20 juin 1930 à Falenty près de Varsovie en Pologne et morte le 20 avril 2017 à Varsovie, est une sculptrice et artiste textile polonaise d'avant-garde.

## Biographie
Magdalena Abakanowicz est issue d'une grande famille d’origine tatare de l’aristocratie russe exilée en Pologne depuis la Révolution de 1917. Témoin de la guerre, elle en transmettra dans ses sculptures la mémoire et l'impact sur les corps et les esprits  par un "langage sans mot". Elle fait ses études à l'Académie des beaux-arts de Varsovie entre 1950 et 1954.
Elle débute en tant qu'artiste en 1960 par une exposition de grandes gouaches sur papier et quelques tissages qui sera interdite pour cause de formalisme. Elle réalise ensuite ses premières sculptures textiles de sisal teint en trois dimensions qu'elle appelle « Abakans » .
En 1962, elle est acceptée à la Ire biennale internationale de la tapisserie de Lausanne avec Composition de formes blanche, une pièce tissée très librement. Le créateur de la biennale, Jean Lurçat espère ainsi provoquer le milieu de la tapisserie dominé par la tradition française du « beau tissu ». Elle reçoit la Médaille d'or de la Biennale Internationale du Tissu et en 1965 le grand prix de la VIIIe biennale de São Paulo.
C’est en 1965 qu’elle crée sa première grande sculpture en acier pour la 1re Biennale des formes spatiales à Elbląg en Pologne.
Entre 1965-1990, Magdalena Abakanowicz enseigne à l'École nationale supérieure des arts plastiques de Poznań. Entre 1970-1979, elle crée les Altérations, ensemble de sculptures et se met à l'écriture en écrivant des textes métaphoriques sur le cerveau, la mythologie et la religion. Elle commence à travailler sur des matériaux basiques, tel que le bois, la pierre, la céramique et débute les dessins au fusain.
En 1980, elle réalise Embryologie pour la Biennale de Venise. Deux ans plus tard, elle expose à la galerie Jeanne Bucher à Paris. En 1987, elle écrit avec Pierre Restany le livre Katarsis et en 1988 réalise pour les Jeux Olympiques de Séoul 10 têtes d'animaux en bronze. Le Walker Art Center de Minneapolis lui commande en 1991 l'installation La Foule.

## Démarche artistique

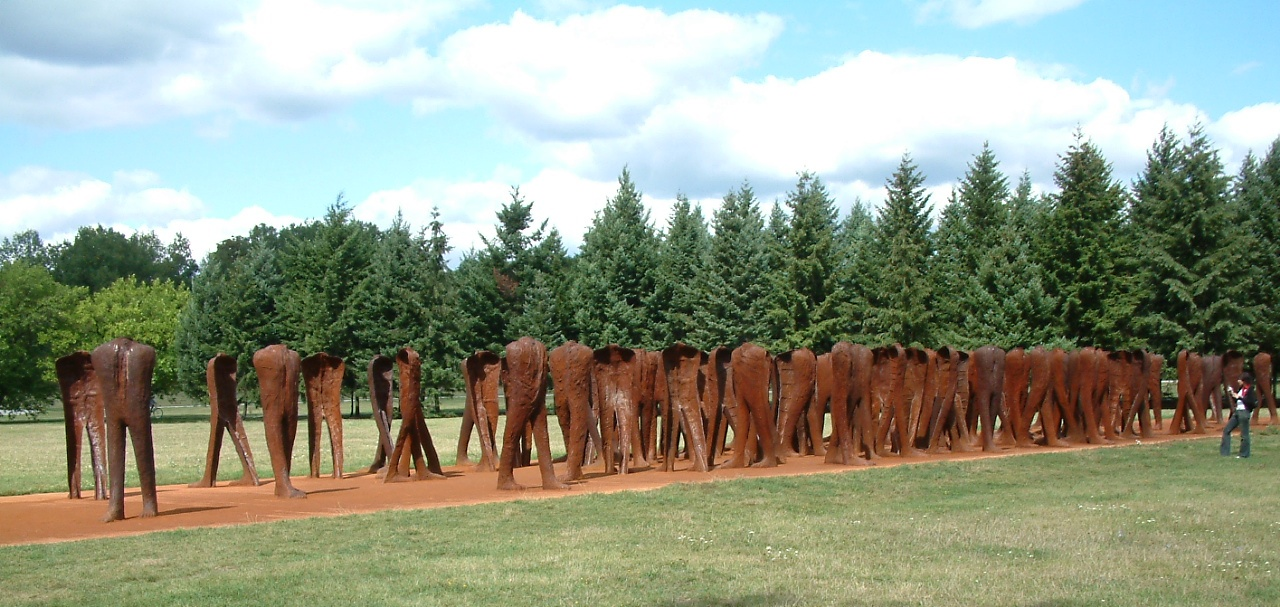
Citadelle de Poznań

L'approche de Magdalena Abakanowicz, utilisant des matériaux et des procédés novateurs suscite une certaine polémique. En 1966, les Abakans constituent son réel début en sculpture et, dès la fin des années 1980, elle se consacre particulièrement aux sculptures monumentales s'inspirant  du monde organique et se basant sur la vie animale et végétale.
Magdalena Abakanowicz emploie des matériaux simples, comme le bois, la céramique, le verre, la toile de jute ou la pierre. Elle n'a pas simplement sculpté ; elle s'est également intéressée à la peinture et à l'architecture.
Elle transforme la signification usuelle de la sculpture ; le simple objet devient opportunité d’expérience. Ainsi, elle construit des espaces à contempler ; désirant que le spectateur « entre » dans le travail artistique, à l’intérieur de l’imagination de l’artiste et qu’il soit confronté avec la sagesse de la nature ; étant convaincue que chacun possède la sensibilité et l’intuition nécessaires mais qu’elles sont souvent érodées par l’influence de la civilisation.
« Mon intention est d’étendre les possibilités de contact de l’homme avec l’œuvre d’art par le toucher et l’enveloppement (…), je voulais imposer un rythme plus lent sur l’environnement comme un contraste à l’immédiateté et à la rapidité de notre environnement urbain »

## Œuvres principales
- Abacanes, 1965, formes tridimensionnelles mariant voile, toile et grillage métallique
- Altérations de 1975, sont douze silhouettes humaines assises. Elles sont creuses et ont été réalisées avec des toiles de jute et de la résine synthétique.
- Dos (années 1980), moulages de corps humains en sisal, jute et résine, symbolisant des enveloppes vides sans individualités
- Têtes (années 1980), corps sans visage
- Catharis (1986) est constitué de trente trois troncs humain coulés en bronze pour la Fondation Guliano Gori de Florence.
- Foules (années 1980-90), ensemble de formes hiératiques en bronze pour des installations en plein air
- Jasnal, Gruby (2005), Winged Figure(2006) et Gawaine (2006-2007) abordent une approche plus onirique de son travail de sculptrice[11]

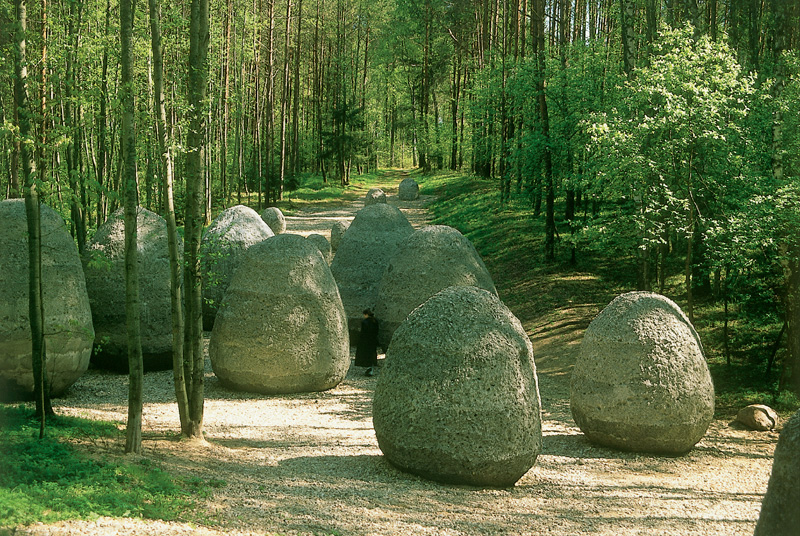
Space of Unknown Growth (Espace de Croissance Inconnue) à l'Europos Parkas (Lituanie)
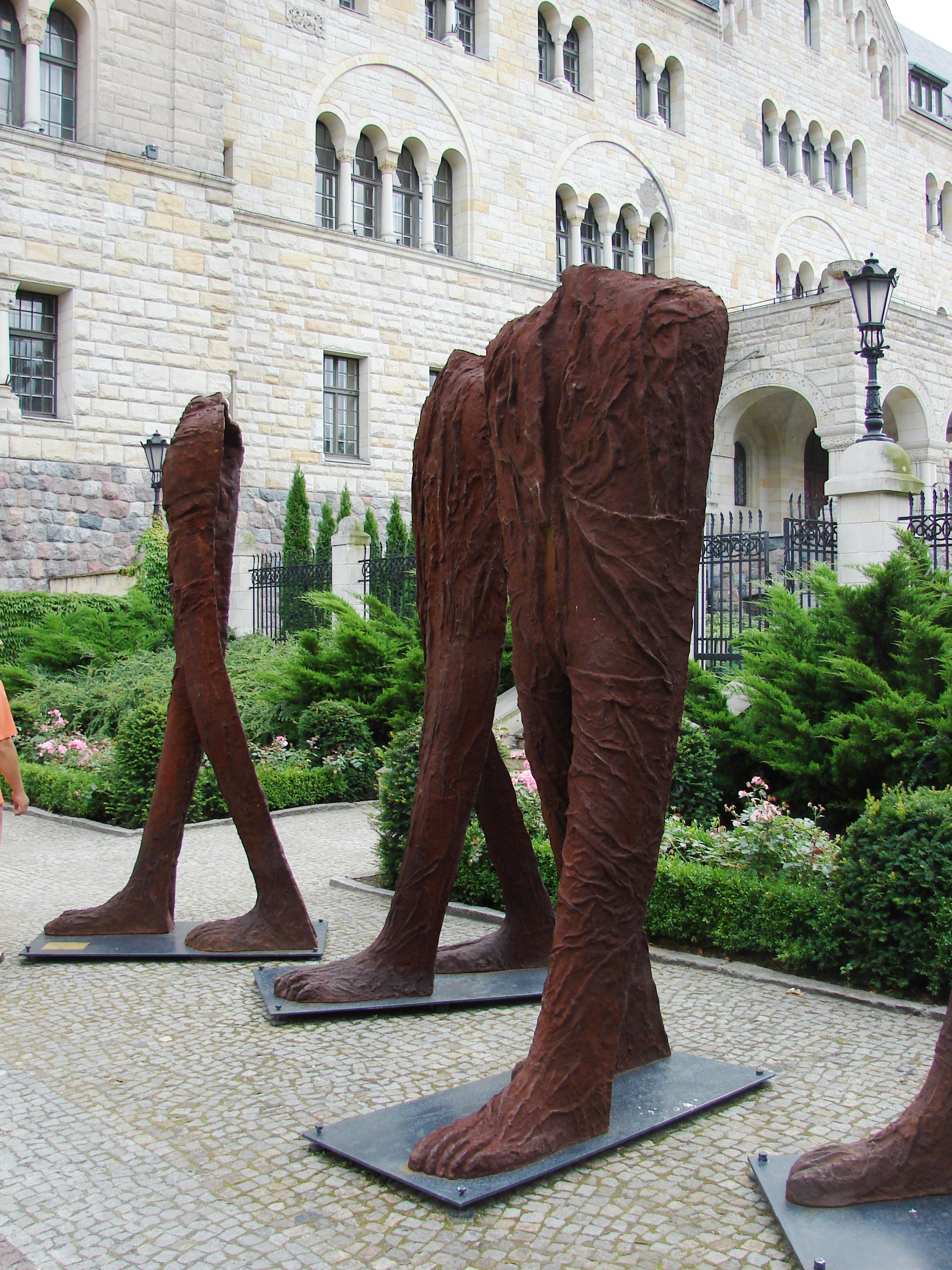
Palais impérial de Poznań
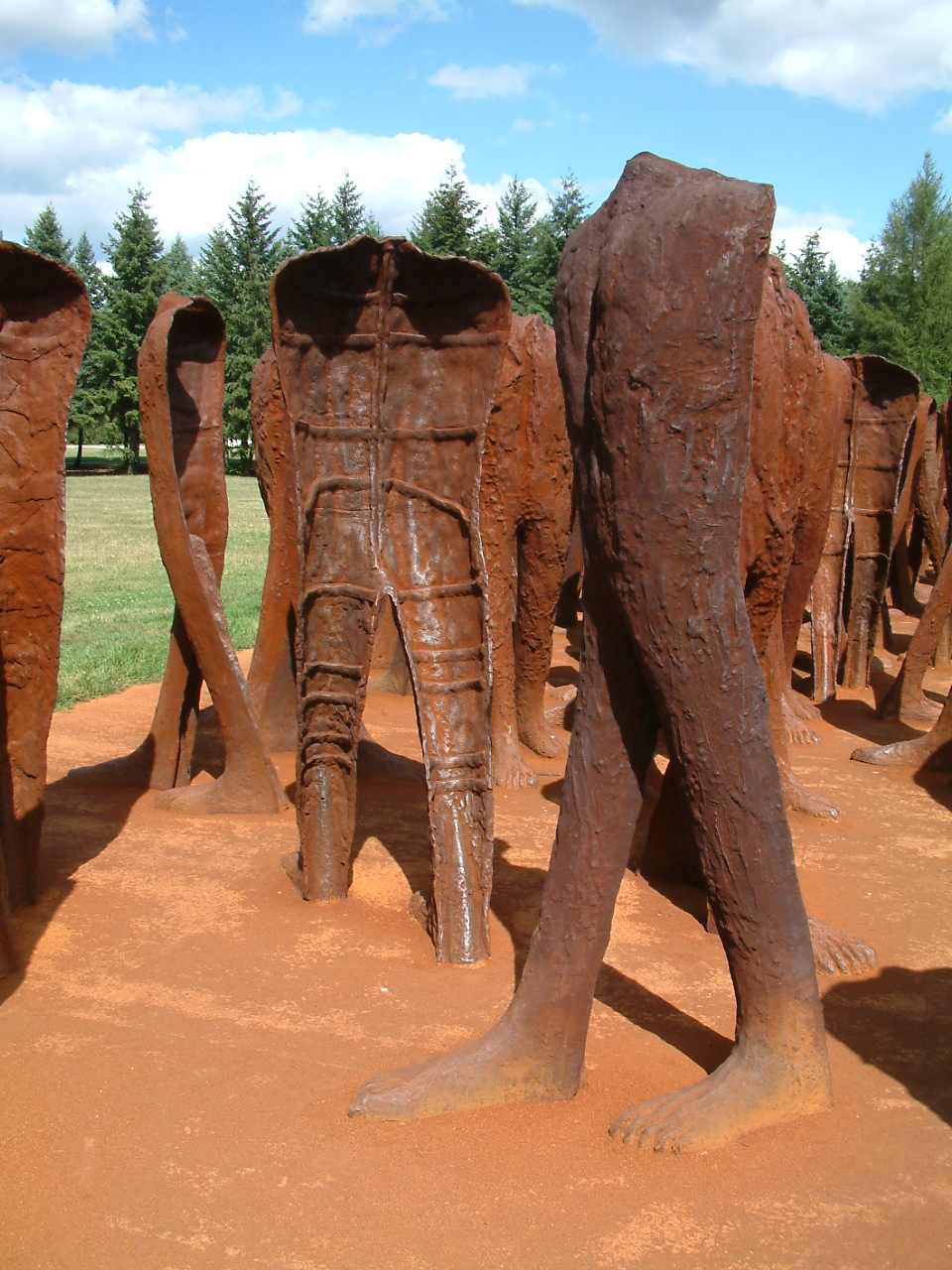
Nierozpoznani dans le Fort Winiary (Poznań)
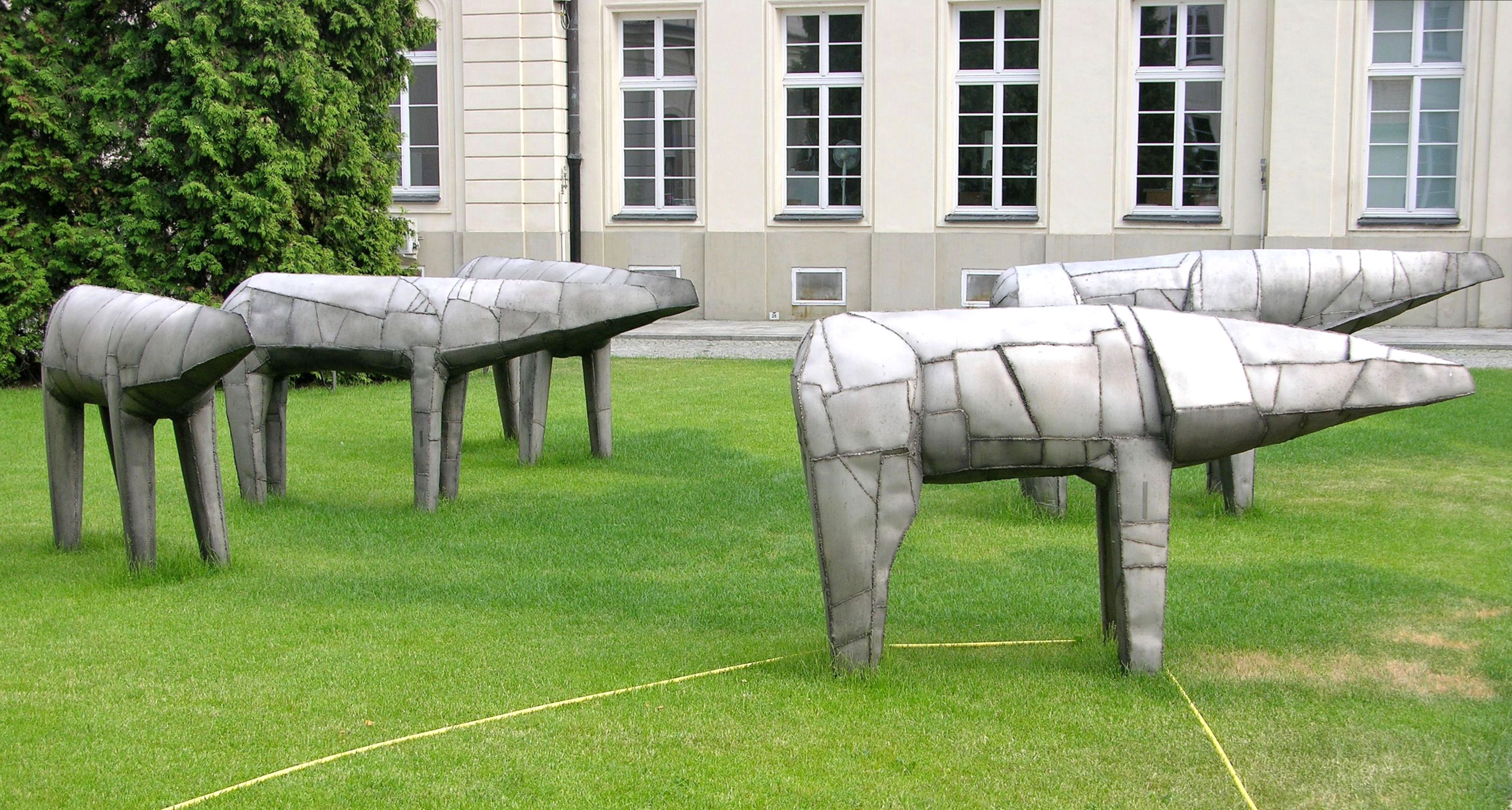
Mutanty dans la cour du palais Potocki à Varsovie
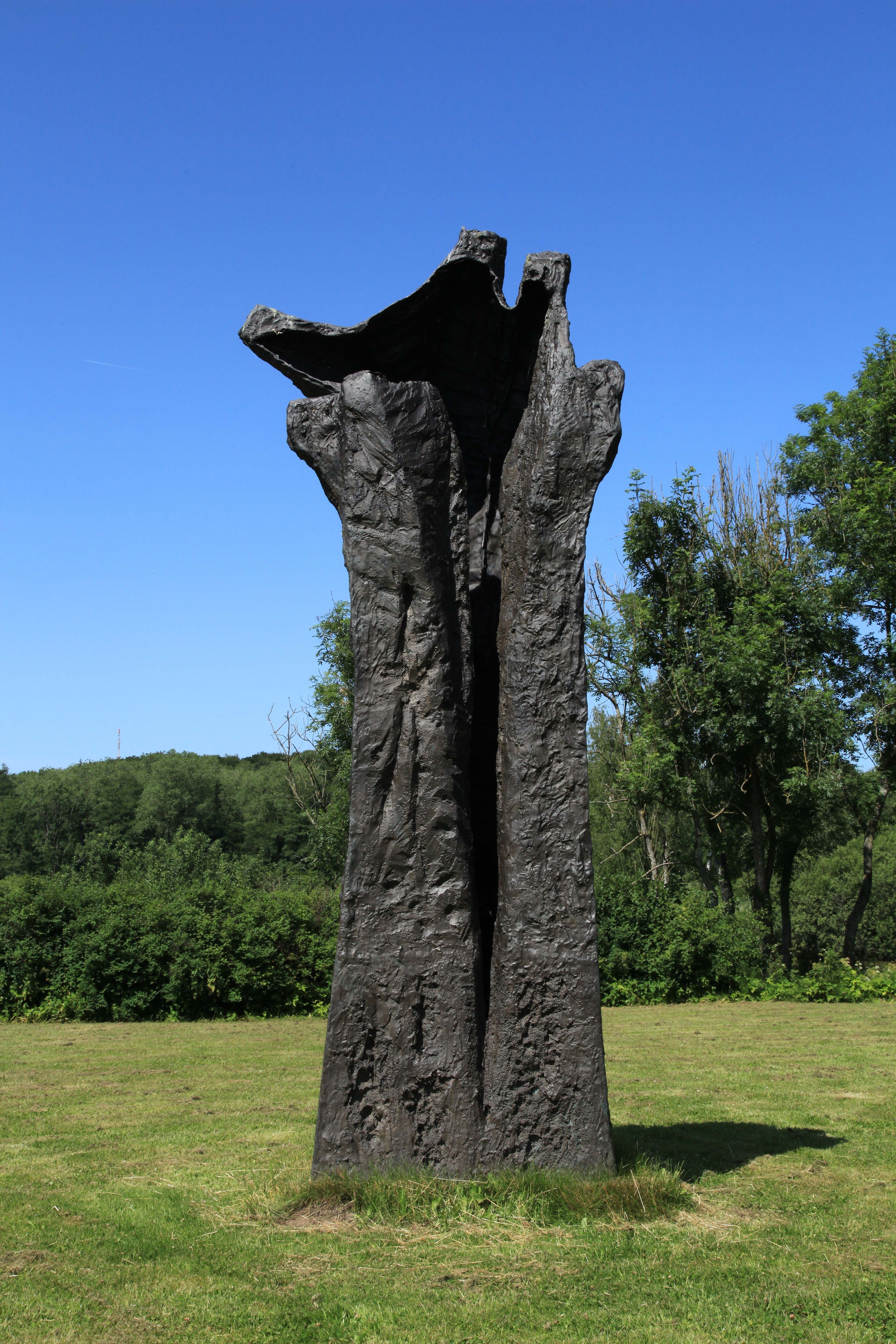
Handlike tree - Figura ultima, dans le parc de sculptures du château de Gottorf, 2003-2004

## Collections publiques
- Amsterdam (Stedelijk Museum)
- Canberra (National Gallery of Australia)
- Chicago (Musée d'art contemporain de Chicago) : Cage, 1981, sacking, glue, wood
- Denver (Denver Art Museum)
- Høvikodden (Centre d'art Henie-Onstad)
- Kyoto (Musée d'art moderne de Kyoto)
- Lausanne (Fondation Toms Pauli)
- Lausanne (Musée cantonal des beaux-arts de Lausanne): Landscape No. 10, 1977; Anonymous Portrait No. 6, 1985
- Lódz (Musée d'Art contemporain de Cracovie
- New York (Museum of Modern Art (MoMA))
- Paris (Musée d'Art moderne de la Ville de Paris) : La Foule V, 1995-1997[12]
- Paris (Musée national d'Art moderne) : Abakan grand noir, 1967-1968[13]
- São Paulo (Musée d'Art de São Paulo)
- Stockholm (Moderna Museet)
- Varsovie (Muzeum Narodowe)[14]
- Wrocław (Musée national)

## Expositions personnelles
- 1969, Stedelijk Musée Van Abbe, Eindhoven
- 1970, Nationalmuseum, Stockholm
- 1971, Pasadena Art Museum, Los Angeles
- 1972, Kunsthalle, Düsseldorf
- 1975, Whitechapel Art Gallery, Londres
- 1982, Musée d'Art moderne de la Ville de Paris et Musée d'Art contemporain de Chicago, Chicago
- 1983, Musée d'art contemporain de Montréal, et the Alaska Art Center, Anchorage
- 1984, Portland Art Museum, Musée d'art de Dallas, Texas
- 1996, 1997, Galerie Marwan Hoss, Paris
- 2001, Musée d'art moderne et d'art contemporain de Liège
- 2004, Hurma[15], Chapelle Saint-Louis de la Salpêtrière, Paris ; Espace d'art contemporain André-Malraux, Colmar
- 2005, Magdalena Abakanowicz, La foule V (1995-1997), Galerie Saint-Séverin, musée d'Art moderne de la ville de Paris hors les murs, Paris[14]
- 2022-2023, Magdalena Abakanowicz, Tate Modern, Londres
- 2023, "Magdalena Abakanowicz. Territoires textiles", Fondation Toms Pauli et Musée cantonal des beaux-arts de Lausanne, Lausanne

## Prix et distinctions

### Décorations

#### Pologne
- Commandeur de l'Ordre de la Polonia Restituta (1998)

#### France
- Officière de l'ordre des Arts et des Lettres (1999)

#### Italie
- Chevalier de l'ordre du Mérite‎ (2000)

#### Allemagne
- Grand officier de l'ordre du Mérite (2010)

### Prix
- Médaillée d'or de la VIIIe Biennale de São Paulo (1965)[9]

### Reconnaissance et hommage
- Membre de l'Académie des arts de Berlin (1994)[16]
- Membre étranger de l'Académie américaine des arts et des sciences (1996)